# Aulonocara hansbaenschi
Aulonocara hansbaenschi är en fiskart som beskrevs av Meyer, Riehl och Zetzsche, 1987. Aulonocara hansbaenschi ingår i släktet Aulonocara och familjen Cichlidae. IUCN kategoriserar arten globalt som sårbar. Inga underarter finns listade.